# Definitely, Maybe
Definitely, Maybe is een film uit 2008 onder regie van Adam Brooks, die zelf het verhaal schreef. Het verloop volgt de structuur van een raamvertelling.

## Verhaal
Will Hayes (Ryan Reynolds) is een man in zijn dertiger jaren die samen met zijn tienjarige dochter Maya (Abigail Breslin) in Manhattan woont. Hij bevindt zich midden in een scheiding en praat daar met Maya over. Zij wil precies weten hoe haar ouders oorspronkelijk bij elkaar kwamen en wat haar vader leuk vond aan haar moeder. Hayes vertelt haar daarop een verhaal over zijn romantische beslommeringen in de tijd dat hij Maya's moeder ontmoette. Hij verandert alleen wel de namen van de vrouwen daarin, zodat Maya alleen kan raden wie van hen haar moeder voorstelt.
Hayes' verhaal begint in 1992, als hij een jongeman is die dolgraag de politiek in wil. Hij verhuist naar New York om te werken aan de verkiezingscampagne van Clinton. Volgens Maya herleeft Will zijn verleden als idealistische jongeman. Vervolgens beschrijft hij zijn relatie met verschillende vrouwen. Centraal daarin staan zijn universiteitsliefje alias Emily (Elizabeth Banks), zijn antipolitieke beste vriendin April Hoffman (Isla Fisher) en de ambitieuze journaliste Summer Hartley (Rachel Weisz).
Het valt Maya niet mee om te achterhalen met wie haar vader trouwde, want telkens als Hayes in het verhaal lijkt te beseffen wie de enige echte voor hem is, is de verliefdheid op dat moment niet wederzijds. Zo niet, dan gooien randzaken wel roet in het eten.

## Rolverdeling
- Ryan Reynolds - Will Hayes
- Abigail Breslin - Maya Hayes
- Rachel Weisz - Summer Hartley
- Isla Fisher - April
- Elizabeth Banks - Emily
- Kevin Kline - Hampton Roth
- Kevin Corrigan - Simon
- Derek Luke - Russell McCormack
- Annie Parisse - Anne

## Trivia
- De verkoper in de 2e-hands boekenzaak waar Hayes Jane Eyre koopt, is een cameo-rolletje van regisseur Brooks.